# Ashbrittle
Ashbrittle – wieś w Anglii, w hrabstwie Somerset, w dystrykcie (unitary authority) Somerset. Leży 75 km na południowy zachód od miasta Bristol i 233 km na zachód od Londynu. W 2002 miejscowość liczyła 213 mieszkańców.